# Villa de Bonne Anse
La Villa de Bonne-Anse dite la Villa Russe est une villa bâtie en 1929 située dans la commune des Mathes dans le quartier balnéaire de La Palmyre.

## Localisation
Elle se situe sur la commune des Mathes, à La Palmyre, avenue de l'océan, à environ 800 m de la baie de Bonne Anse. Face à elle, de l'autre côté de la rue se trouve la Villa Le Sextant dessinée par Le Corbusier pour Albin Peyron.

## Histoire
La  villa Russe fut construite en 1929 dans le lieu-dit « Le Clapet » à environ 800 m des plages de la baie de bonne anse, à l'époque il n'y avait qu'une seule route d’accès et seulement quelques villas. Elle fut bâtie pour le prince russe Nicolas Molostov et son épouse la femme de lettres Zell Matthyssens alors en exil en France après la révolution bolchévique de 1917. Cette construction fut l’œuvre d'artisans locaux, Messieurs Béran et Vallot. La villa se trouvait alors au milieu des dunes et était alimentée en eau par un petit puits qui était équipé d'une pompe à eau à entraînement rotatif placée au centre d'un manège, qui était actionné par la traction d'un petit âne. Construite en reproduisant les caractéristiques de l'architecture traditionnelle russe, la villa fut dessinée sur un plan ovale et composée de deux niveaux desservis par un double escalier intérieur.

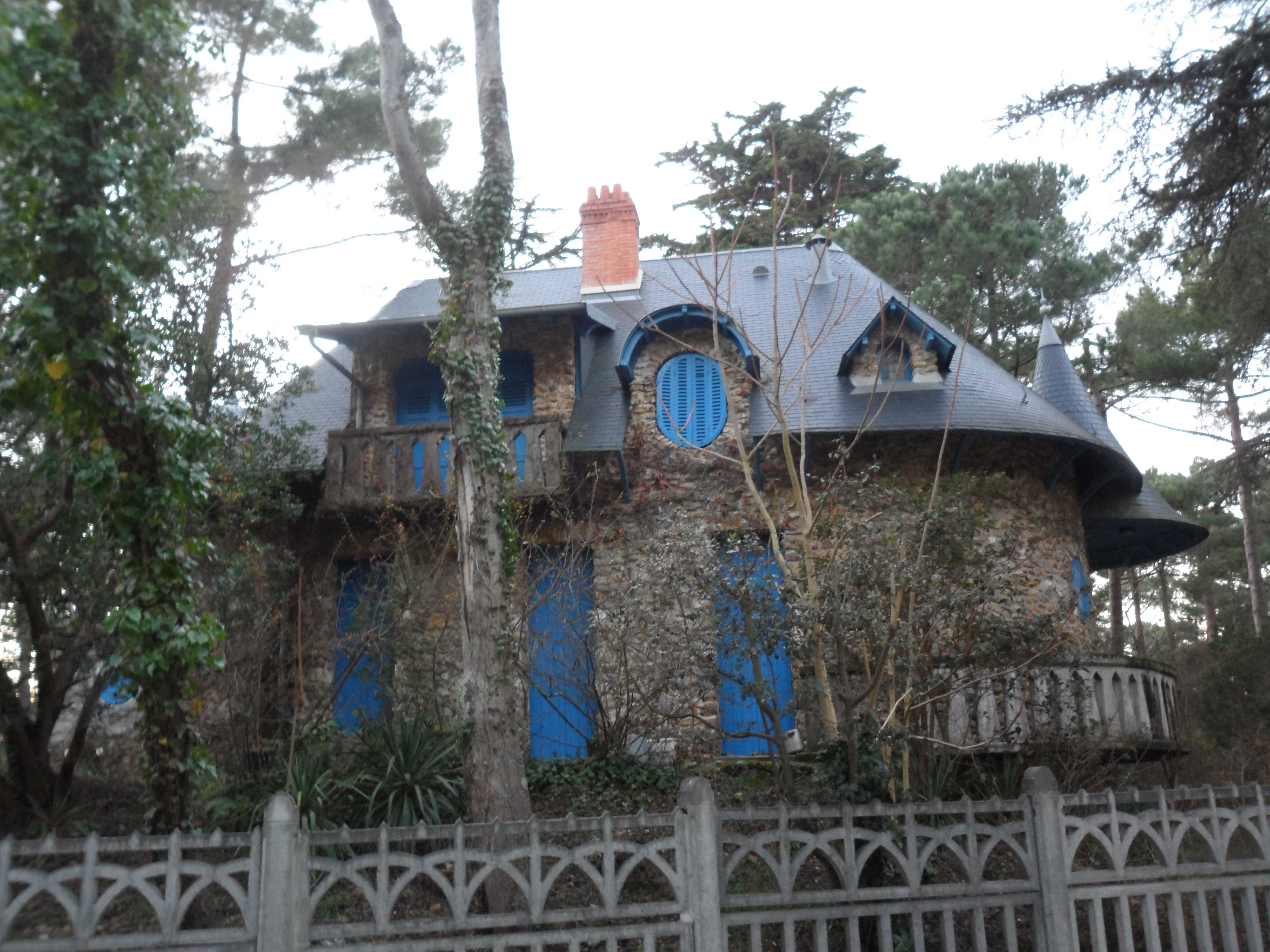